# Vòng loại Giải vô địch bóng đá nữ U-16 châu Á 2017
Vòng loại Giải vô địch bóng đá nữ U-16 châu Á 2017 diễn ra từ tháng 8 tới tháng 9 năm 2016 nhằm chọn ra các đội tuyển tham dự vòng chung kết.
Các đội U-16 Cộng hòa Dân chủ Nhân dân Triều Tiên, Nhật Bản, Trung Quốc và Thái Lan được vào thẳng vòng chung kết.

## Thể thức
Ở mỗi bảng, các đội thi đấu vòng tròn một lượt. Bốn đội đầu bảng lọt vào vòng chung kết. Nếu Thái Lan đứng đầu bảng vòng loại, đội nhì bảng đó sẽ lọt vào vòng chung kết.

## Các bảng đấu

### Bảng A
- Các trận đấu tổ chức ở Thái Lan.
- Giờ thi đấu là UTC+7.

| VT | Đội          | ST | T | H | B | BT | BB | HS  | Đ  | Giành quyền tham dự                         |
| -- | ------------ | -- | - | - | - | -- | -- | --- | -- | ------------------------------------------- |
| 1  | Thái Lan (H) | 4  | 4 | 0 | 0 | 13 | 3  | +10 | 12 | Vòng chung kết nhờ lọt vào bán kết năm 2015 |
| 2  | Lào          | 4  | 3 | 0 | 1 | 23 | 8  | +15 | 9  | Vòng chung kết                              |
| 3  | Myanmar      | 4  | 2 | 0 | 2 | 17 | 9  | +8  | 6  |                                             |
| 4  | Jordan       | 4  | 1 | 0 | 3 | 7  | 9  | −2  | 3  |                                             |
| 5  | Guam         | 4  | 0 | 0 | 4 | 2  | 33 | −31 | 0  |                                             |
| 6  | Pakistan (W) | 0  | 0 | 0 | 0 | 0  | 0  | 0   | 0  | Bỏ cuộc                                     |

| Myanmar                | 2–5      | Lào                                                                         |
| ---------------------- | -------- | --------------------------------------------------------------------------- |
| San Thaw Thaw 11', 41' | Chi tiết | - Homsombath 4' - Phatdala 20', 90+5' - Chanhthavongxay 43' - Seepasong 56' |

| Jordan       | 1–2      | Thái Lan                               |
| ------------ | -------- | -------------------------------------- |
| Al Maiah 73' | Chi tiết | - Penpitcha 21' - Nutnicha 34' (ph.đ.) |

| Myanmar | 11–0     | Guam |
| --- | -------- | ---- |
| - San Thaw Thaw 3', 27', 31', 40', 45+1', 55', 70', 89' - Thidar Win 24' - Kenny 54' (l.n.) - May Htet Lu 90+3' | Chi tiết |      |

| Thái Lan                                          | 5–2      | Lào                          |
| ------------------------------------------------- | -------- | ---------------------------- |
| - Kotchaphon 45+2', 53', 54', 72' - Supawadee 37' | Chi tiết | - Phatdala 68' - Inthiya 73' |

| Lào                         | 2–0      | Jordan |
| --------------------------- | -------- | ------ |
| - Chanthala 8' - Boling 54' | Chi tiết |        |

| Thái Lan                                                    | 4–0      | Guam |
| ----------------------------------------------------------- | -------- | ---- |
| - Ploychompoo 23', 45+1' - Phattharanit 40' - Phonchita 73' | Chi tiết |      |

| Guam    | 1–14     | Lào |
| ------- | -------- | --- |
| Han 55' | Chi tiết | - Inthiya 5', 42', 90+5' - Kenney 8' (l.n.) - Chanhthavongxay 25', 46' - Phatdala 30', 48', 52', 78', 83' - Homsombath 63' - Inthavong 75' - Chanthithong 90+3' |

| Myanmar                                                         | 4–2      | Jordan                          |
| --------------------------------------------------------------- | -------- | ------------------------------- |
| - Win Sanda Tun 16', 34' - Kyi Pyar Lin 56' - San Thaw Thaw 59' | Chi tiết | - Allababdeh 17' - Al Maiah 70' |

| Jordan                      | 4–1      | Guam            |
| --------------------------- | -------- | --------------- |
| Al Maiah 27', 35', 45', 79' | Chi tiết | Benavente 90+5' |

| Thái Lan                          | 2–0      | Myanmar |
| --------------------------------- | -------- | ------- |
| - Chatchawan 25' - Kotchaphon 56' | Chi tiết |         |

### Bảng B
- Các trận diễn ra ở Trung Quốc.
- Giờ thi đấu là UTC+8.

| VT | Đội                  | ST | T | H | B | BT | BB | HS  | Đ  | Giành quyền tham dự |
| -- | -------------------- | -- | - | - | - | -- | -- | --- | -- | ------------------- |
| 1  | Hàn Quốc             | 4  | 4 | 0 | 0 | 38 | 0  | +38 | 12 | Vòng chung kết      |
| 2  | Philippines          | 4  | 3 | 0 | 1 | 20 | 7  | +13 | 9  |                     |
| 3  | Ấn Độ                | 4  | 2 | 0 | 2 | 9  | 11 | −2  | 6  |                     |
| 4  | Malaysia             | 4  | 1 | 0 | 3 | 3  | 24 | −21 | 3  |                     |
| 5  | Quần đảo Bắc Mariana | 4  | 0 | 0 | 4 | 2  | 30 | −28 | 0  |                     |
| 6  | Liban                | 0  | 0 | 0 | 0 | 0  | 0  | 0   | 0  | Bỏ cuộc             |

| Philippines                | 2–0      | Ấn Độ |
| -------------------------- | -------- | ----- |
| - Isulat 6' - Tiongson 75' | Chi tiết |       |

| Quần đảo Bắc Mariana | 1–2      | Malaysia                      |
| -------------------- | -------- | ----------------------------- |
| Sally 22'            | Chi tiết | - Athirah 64' - Nurfaizah 71' |

| Malaysia | 0–13     | Hàn Quốc |
| -------- | -------- | --- |
|          | Chi tiết | - Chun Ga-ram 2', 22' (ph.đ.), 35', 54' - Cho Mi-jin 11', 15', 51', 58', 76' - Chang Eun-hyun 20' - Hyun Seul-gi 27', 72' - Ko Min-jung 90' |

| Quần đảo Bắc Mariana | 0–13     | Philippines |
| -------------------- | -------- | --- |
|                      | Chi tiết | - De. Graellos 1', 2' - Levasseur 6' - Isulat 13', 32', 63' - Collatos 18' - Villasin 33' - De La Cruz 43' - Da. Graellos 47' - Mahoney 54' - Arthur 80' - Rebosura 84' |

| Hàn Quốc | 11–0     | Quần đảo Bắc Mariana |
| --- | -------- | -------------------- |
| - Jang You-been 7', 35', 38', 56', 81' (ph.đ.) - Kim Bo-min 10', 23', 25' - Cho Mi-jin 84', 90+2' - Hyun Seul-gi 85' | Chi tiết |                      |

| Ấn Độ                                              | 5–1      | Malaysia      |
| -------------------------------------------------- | -------- | ------------- |
| - Guguloth 4' - Renu 48', 53', 72' - Yumlembam 88' | Chi tiết | Nurfaizah 11' |

| Ấn Độ                                      | 4–1      | Quần đảo Bắc Mariana |
| ------------------------------------------ | -------- | -------------------- |
| - Guguloth 16', 67' - Renu 24' - Rai 90+2' | Chi tiết | Borja 34'            |

| Philippines | 0–7      | Hàn Quốc |
| ----------- | -------- | --- |
|             | Chi tiết | - Hyun Seul-gi 11', 39' - Kim Hye-jeong 22' (ph.đ.) - Cho Mi-jin 45' - Noh Heon-yeon 75', 89' - Jang You-been 90+2' |

| Malaysia | 0–5      | Philippines                                                       |
| -------- | -------- | ----------------------------------------------------------------- |
|          | Chi tiết | - De. Graellos 7', 78' - Isulat 51' - Levasseur 58' - Mahoney 65' |

| Hàn Quốc                                                                                               | 7–0      | Ấn Độ |
| --- | -------- | ----- |
| - Kim Bo-min 14', 70' - Jang You-been 39' - Chun Ga-ram 41', 84' - Hwang Ah-hyeon 44' - Cho Mi-jin 64' | Chi tiết |       |

### Bảng C
- Các trận diễn ra ở Bangladesh.
- Giờ thi đấu là UTC+6.

| VT | Đội               | ST | T | H | B | BT | BB | HS  | Đ  | Giành quyền tham dự |
| -- | ----------------- | -- | - | - | - | -- | -- | --- | -- | ------------------- |
| 1  | Bangladesh (H)    | 5  | 5 | 0 | 0 | 26 | 2  | +24 | 15 | Vòng chung kết      |
| 2  | Đài Bắc Trung Hoa | 5  | 4 | 0 | 1 | 29 | 8  | +21 | 12 |                     |
| 3  | Iran              | 5  | 3 | 0 | 2 | 28 | 9  | +19 | 9  |                     |
| 4  | UAE               | 5  | 1 | 1 | 3 | 5  | 18 | −13 | 4  |                     |
| 5  | Kyrgyzstan        | 5  | 1 | 0 | 4 | 5  | 30 | −25 | 3  |                     |
| 6  | Singapore         | 5  | 0 | 1 | 4 | 3  | 29 | −26 | 1  |                     |

| Đài Bắc Trung Hoa                                                                                             | 7–1      | Kyrgyzstan    |
| --- | -------- | ------------- |
| - Tô Dục Huyên 12', 23' (ph.đ.) - Niêm Tinh Vân 26' - Trịnh Nhã Chi 28', 81' - Hà Hân Nhu 44' - Dư Á Hiên 90' | Chi tiết | Erkinbaeva 3' |

| UAE                          | 2–2      | Singapore                 |
| ---------------------------- | -------- | ------------------------- |
| - Mohamed 32' - Sameeh 45+5' | Chi tiết | - Chu 45+2' - Syaliza 47' |

| Bangladesh                            | 3–0      | Iran |
| ------------------------------------- | -------- | ---- |
| - Marzia 63' - Jahan 66' - Tohura 86' | Chi tiết |      |

| Iran                                                                                | 9–0      | Kyrgyzstan |
| ----------------------------------------------------------------------------------- | -------- | ---------- |
| - Ghasemi 18', 54', 71', 80', 87' - Torkaman 26' - Makhdoumi 42', 85' - Nasab 45+2' | Chi tiết |            |

| Đài Bắc Trung Hoa                                                               | 5–0      | UAE |
| ------------------------------------------------------------------------------- | -------- | --- |
| - Tăng Quân Nhã 18' - Ngô Vũ Nhu 48' - Trịnh Nhã Chi 57' - Dư Á Hiên 77', 90+1' | Chi tiết |     |

| Bangladesh                                           | 5–0      | Singapore |
| ---------------------------------------------------- | -------- | --------- |
| - Krishna 39', 47' - Anuching 83', 90+1' - Jahan 86' | Chi tiết |           |

| Singapore | 0–9      | Đài Bắc Trung Hoa                                                                                                   |
| --------- | -------- | --- |
|           | Chi tiết | - Tô Dục Huyên 3', 83', 88' - Trịnh Nhã Chi 11', 90+1' - Ngô Đại Lăng 13' - Niêm Tinh Vân 33', 74' - Ngô Vũ Nhu 51' |

| Iran                                              | 5–0      | UAE |
| ------------------------------------------------- | -------- | --- |
| - Ghasemi 23', 37', 83' - Nasab 25' - Feizi 90+3' | Chi tiết |     |

| Kyrgyzstan | 0–10     | Bangladesh |
| ---------- | -------- | --- |
|            | Chi tiết | - Anuching 21', 45+2' - Marzia 30' - Krishna 44', 48', 80' - Shamsunnahar 68' (ph.đ.), 85' - Nargis 75' - Maria 84' |

| Singapore | 0–11     | Iran |
| --------- | -------- | --- |
|           | Chi tiết | - Ghasemi 11', 13' - Mohammadi 15' - Nasab 22', 39' - Makhdoumi 23', 69', 71', 84' - Khodaparasti 79' - Daeinia 85' |

| UAE                                           | 3–2      | Kyrgyzstan                     |
| --------------------------------------------- | -------- | ------------------------------ |
| - Al Baloshi 13' - Alhammadi 41' - Sameeh 63' | Chi tiết | - Ibraimova 38' - Dalinger 51' |

| Đài Bắc Trung Hoa                   | 2–4      | Bangladesh                                                         |
| ----------------------------------- | -------- | ------------------------------------------------------------------ |
| - Tô Dục Huyên 12' - Ngô Vũ Nhu 88' | Chi tiết | - Shamsunnahar 28' (ph.đ.), 39' (ph.đ.) - Krishna 56' - Marzia 79' |

| Bangladesh                                    | 4–0      | UAE |
| --------------------------------------------- | -------- | --- |
| - Krishna 3', 52' - Anuching 57' - Tohura 87' | Chi tiết |     |

| Iran                            | 3–6      | Đài Bắc Trung Hoa                                                                                       |
| ------------------------------- | -------- | --- |
| - Nasab 50', 71' - Etemad 90+2' | Chi tiết | - Trịnh Nhã Chi 10' - Tăng Quân Nhã 19' - Niêm Tinh Vân 31', 90+1' - Tô Dục Huyên 63' - Lâm Hân Hủy 89' |

| Kyrgyzstan                     | 2–1      | Singapore |
| ------------------------------ | -------- | --------- |
| - Viktoriia 8' - Sultanova 17' | Chi tiết | Kym 76'   |

### Bảng D
- Các trận diễn ra ở Việt Nam.
- Giờ thi đấu là UTC+7.

| VT | Đội          | ST | T | H | B | BT | BB | HS  | Đ  | Giành quyền tham dự |
| -- | ------------ | -- | - | - | - | -- | -- | --- | -- | ------------------- |
| 1  | Úc           | 5  | 5 | 0 | 0 | 65 | 1  | +64 | 15 | Vòng chung kết      |
| 2  | Việt Nam (H) | 5  | 4 | 0 | 1 | 19 | 7  | +12 | 12 |                     |
| 3  | Uzbekistan   | 5  | 2 | 1 | 2 | 9  | 12 | −3  | 7  |                     |
| 4  | Hồng Kông    | 5  | 1 | 1 | 3 | 4  | 24 | −20 | 4  |                     |
| 5  | Iraq         | 5  | 1 | 0 | 4 | 2  | 17 | −15 | 3  |                     |
| 6  | Palestine    | 5  | 0 | 2 | 3 | 3  | 41 | −38 | 2  |                     |

| Úc | 28–0     | Palestine |
| --- | -------- | --------- |
| - Nevin 1', 7', 12', 20', 27', 27', 32', 32', 34' - Cooney-Cross 4', 72', 83', 89' - Kubin 11', 30' - Sayer 37' - Roestbakken 45+3', 52' - Al Soos 47' (l.n.), 57' (l.n.) - Dribbus 54' - Johns 55' - Sakalis 59', 61', 68', 86', 90+1' - Iannella 85' | Chi tiết |           |

| Hồng Kông                            | 2–1      | Iraq     |
| ------------------------------------ | -------- | -------- |
| - Tằng Lệ Vi 11' - Trần Dĩnh Lâm 39' | Chi tiết | Ahmed 9' |

| Việt Nam          | 2–1      | Uzbekistan   |
| ----------------- | -------- | ------------ |
| Vạn Sự 16', 45+3' | Chi tiết | Yusupova 54' |

| Uzbekistan            | 1–1      | Palestine     |
| --------------------- | -------- | ------------- |
| Rashidova 90' (ph.đ.) | Chi tiết | Al Shaikh 80' |

| Úc | 14–0     | Hồng Kông |
| --- | -------- | --------- |
| - Vignes 3', 47' - Galabadaarachchi 6', 36', 83' - Sayer 18', 32' - Kubin 24', 45+2', 49', 64' - Meads 53' - Kell 77' - Hughes 81' | Chi tiết |           |

| Việt Nam                                        | 3–0      | Iraq |
| ----------------------------------------------- | -------- | ---- |
| - Fadhil 3' (l.n.) - Vạn Sự 26' - Mỹ Thương 72' | Chi tiết |      |

| Iraq | 0–8      | Úc |
| ---- | -------- | --- |
|      | Chi tiết | - Sakalis 10', 30', 42' - Dribbus 36' - Roestbakken 44' - Galabadaarachchi 49' - Arens 67' - Conney-Cross 80' |

| Uzbekistan                     | 2–0      | Hồng Kông |
| ------------------------------ | -------- | --------- |
| - Rashidova 52' - Erkinova 77' | Chi tiết |           |

| Palestine | 0–9      | Việt Nam |
| --------- | -------- | --- |
|           | Chi tiết | - Vạn Sự 11' - Mỹ Thương 16' - Thu Thìn 19' - Kim Lảnh 22', 58' - Thu Xuân 28' - Thanh Nhã 53', 83' - Tú Anh 81' |

| Hồng Kông                              | 2–2      | Palestine                 |
| -------------------------------------- | -------- | ------------------------- |
| - Trần Dĩnh Lâm 33' - Quan Vịnh Du 65' | Chi tiết | - Sarawi 24' - Khalil 80' |

| Iraq | 0–4      | Uzbekistan                                         |
| ---- | -------- | -------------------------------------------------- |
|      | Chi tiết | - Yusupova 6', 72' - Farmonova 47' - Rashidova 57' |

| Úc                                                                     | 6–0      | Việt Nam |
| ---------------------------------------------------------------------- | -------- | -------- |
| - Kubin 4', 13' - Cooney-Cross 57' - Vignes 79' - Nevin 86' - Rose 88' | Chi tiết |          |

| Uzbekistan  | 1–9      | Úc |
| ----------- | -------- | --- |
| Turaeva 85' | Chi tiết | - Sakalis 23' (ph.đ.), 38', 69' - Galabadaarachchi 26', 31' - Hristodoulou 45' - Khikmatova 75' (l.n.) - Vignes 78' - Roestbakken 90+2' |

| Palestine | 0–1      | Iraq      |
| --------- | -------- | --------- |
|           | Chi tiết | Sabah 76' |

| Việt Nam                                                                          | 5–0      | Hồng Kông |
| --------------------------------------------------------------------------------- | -------- | --------- |
| - Hải Linh 35' - Nguyễn Thị Hằng 53' - Thu Thìn 66' - Vạn Sự 72' - Thu Xuân 90+1' | Chi tiết |           |